# Целочисленный треугольник
Целочисленный треугольник — это треугольник, длины всех сторон которого выражаются целыми числами. Рациональный треугольник можно определить как треугольник, стороны которого являются рациональными числами. Любой рациональный треугольник можно привести к целочисленному (умножив все стороны на одно и то же число, наименьшее общее кратное знаменателей), так что существенной разницы между целочисленными и рациональными треугольниками нет. Заметим, однако, что существуют и другие определения «рационального треугольника». Так, в 1914 Кармайкл  использовал этот термин для обозначения того, что мы теперь называем героновым треугольником. Сомос (Somos) использует термин для треугольников, отношения сторон которого являются рациональными числами. Конвей и Гай определяют рациональный треугольник как треугольник с рациональными сторонами и углами (в градусах) — в этом случае рациональными будут только равносторонние треугольники с рациональными сторонами.
У целочисленных треугольников есть несколько общих свойств (см. первый раздел ниже). Все остальные разделы посвящены целочисленным треугольникам со специфичными свойствами.

## Основные свойства целых треугольников

### Целочисленные треугольники с заданным периметром
Любая тройка положительных чисел может стать сторонами треугольника, необходимо лишь удовлетворение неравенства треугольника — самая длинная сторона должна быть короче суммы двух других сторон. Каждая такая тройка задаёт единственный (с точностью до конгруэнтности) треугольник. Так что число целочисленных треугольников с периметром p равно числу разбиений p на три положительные части, удовлетворяющие неравенству треугольника. Эти числа являются ближайшими к p2⁄48 для чётных p и к (p + 3)2⁄48 для нечётных. Это также означает, что число целочисленных треугольников с чётным периметром p = 2n равно числу с нечётным периметром p = 2n — 3. Таким образом, нет треугольников с периметрами 1, 2 и 4, имеется по одному с периметрами 3, 5, 6 и 8, и по два с периметрами 7 и 10. Последовательность числа целочисленных треугольников с периметрами p, начиная с p = 1:
0, 0, 1, 0, 1, 1, 2, 1, 3, 2, 4, 3, 5, 4, 7, 5, 8, 7, 10, 8 … (последовательность A005044 в OEIS)

### Целочисленные треугольники с заданной большей стороной
Число целочисленных треугольников (с точностью до конгруэнции[неизвестный термин]) с заданной наибольшей стороной c равно числу троек (a, b, c), таких, что a + b > c и a ≤ b ≤ c. Это значение равно Ceiling[(c + 1)⁄2] * Floor[(c + 1)⁄2]. Для чётных c это равно удвоенному треугольному числу c⁄2(c⁄2 + 1), а для нечётных c это равно квадрату (c + 1)2⁄4. Это означает, что число целочисленных треугольников с наибольшей стороной c превышает число целочисленных треугольников с наибольшей стороной c−2 на c. Последовательность числа неконгруэнтных целочисленных треугольников с наибольшей стороной c, начиная с c = 1:
1, 2, 4, 6, 9, 12, 16, 20, 25, 30, 36, 42, 49, 56, 64, 72, 81, 90 … (последовательность A002620 в OEIS)
Число целочисленных треугольников (с точностью до конгруэнции) с данной наибольшей стороной c, вершины которого лежат на или внутри полуокружности диаметра c, равно числу троек (a, b, c), таких, что a + b > c , a2 + b2 ≤ c2 и a ≤ b ≤ c. Это число совпадает с числом целочисленных треугольников с тупым или прямым углом с наибольшей стороной c. Последовательность числа таких треугольников, начинающаяся с c = 1:
0, 0, 1, 1, 3, 4, 5, 7, 10, 13, 15, 17, 22, 25, 30, 33, 38, 42, 48 … (последовательность A236384 в OEIS)
Разница между последними двумя последовательностями даёт число целочисленных треугольников с острыми углами (с точностью до конгруэнции) с наибольшей стороной c. Последовательность числа остроугольных треугольников, начиная с c = 1:
1, 2, 3, 5, 6, 8, 11, 13, 15, 17, 21, 25, 27, 31, 34, 39, 43, 48, 52 … (последовательность A247588 в OEIS)

### Площадь целочисленного треугольника
По формуле Герона, если T — площадь треугольника, а длины сторон равны a, b и c, то
{\displaystyle 4T={\sqrt {(a+b+c)(a+b-c)(a-b+c)(-a+b+c)}}.}
Поскольку все множители под знаком корня в правой части формулы являются целыми числами, все целочисленные треугольники должны иметь целочисленное значение величины 16T2.

### Углы целочисленного треугольника
По теореме косинусов любой угол целочисленного треугольника имеет рациональный косинус.
Если углы любого треугольника образуют арифметическую прогрессию, то один из его углов должен быть 60°. Для целочисленных треугольников оставшиеся углы должны также иметь рациональные косинусы и метод генерации таких треугольников приведён ниже. Однако, за исключением тривиального случая равностороннего треугольника, не существует целочисленных треугольников, углы которого образуют геометрическую или гармоническую прогрессию. Это потому, что углы должны быть рациональными углами вида πp⁄q с рациональными 0 < p⁄q < 1. Но все углы целочисленных треугольников должны иметь рациональные косинусы, а это может произойти только в случае, когда p⁄q = 1⁄3 , то есть целочисленный треугольник является равносторонним.

### Деление стороны высотой
Любая высота, опущенная из вершины на противоположную сторону или её продолжение, делит эту сторону (или продолжение) на отрезки рациональной длины.

## Треугольники Герона

### Общая формула
Геронов треугольник — это треугольник с целочисленными сторонами и целочисленной площадью. Любой геронов треугольник имеет стороны, пропорциональные .
{\displaystyle a=n(m^{2}+k^{2})},
{\displaystyle b=m(n^{2}+k^{2})},
{\displaystyle c=(m+n)(mn-k^{2})},
Полупериметр {\displaystyle =mn(m+n)},
Площадь{\displaystyle =mnk(m+n)(mn-k^{2})},
для целых m, n и k, удовлетворяющих условиям
{\displaystyle \gcd {(m,n,k)}=1},
{\displaystyle mn>k^{2}\geq m^{2}n/(2m+n)}
{\displaystyle m\geq n\geq 1}.
Множитель пропорции для треугольников в общем случае является рациональным числом  {\displaystyle {\frac {p}{q}}} , где  {\displaystyle q=\gcd {(a,b,c)}}  сокращает сгенерированный геронов треугольник к примитивному, а  {\displaystyle p}  растягивает этот примитивный треугольник до требуемого размера.

### Пифагоровы треугольники
Пифагоров треугольник — это прямоугольный геронов треугольник и его три стороны известны как пифагорова тройка. Все примитивные (не имеющие общего множителя) пифагоровы тройки {\displaystyle (a,b,c)} с гипотенузой {\displaystyle c} можно получить с помощью формул
{\displaystyle a=m^{2}-n^{2}},
{\displaystyle b=2mn},
{\displaystyle c=m^{2}+n^{2}},
Полупериметр{\displaystyle =m(m+n)},
Площадь{\displaystyle =mn(m^{2}-n^{2})},
где m и n взаимно простые целые и одно из них чётно, при этом m > n.

#### Пифагоровы треугольники с целой высотой, опирающейся на гипотенузу
Ни в каком примитивном пифагоровом треугольнике высота, опирающуюся на гипотенузу, не выражается целым числом. Однако существуют непримитивные пифагоровы треугольники такого вида. Все пифагоровы треугольники с катетами a и b, гипотенузой c, и целой высотой {\displaystyle d}, опущенной на гипотенузу, которые необходимо будут удовлетворять равенствам {\displaystyle a^{2}+b^{2}=c^{2}} и {\displaystyle {\tfrac {1}{a^{2}}}+{\tfrac {1}{b^{2}}}={\tfrac {1}{d^{2}}}}, генерируются формулами
{\displaystyle a=(m^{2}-n^{2})(m^{2}+n^{2})},
{\displaystyle b=2mn(m^{2}+n^{2})},
{\displaystyle c=(m^{2}+n^{2})^{2}},
{\displaystyle d=2mn(m^{2}-n^{2})},
Полупериметр{\displaystyle =m(m+n)(m^{2}+n^{2})},
Площадь{\displaystyle =mn(m^{2}-n^{2})(m^{2}+n^{2})^{2}},
для взаимно простых чисел m, n с m > n.
Более того, из любого пифагорова треугольника с катетами x, y и гипотенузой z можно получить другой пифагоров треугольник с целой высотой d на гипотенузу c по формуле
{\displaystyle (a,b,c,d)=(xz,yz,z^{2},xy).}

### Героновы треугольники со сторонами в арифметической прогрессии
Треугольник с целочисленными сторонами и целочисленной площадью имеет стороны в арифметической прогрессии в том и только в том случае, когда стороны равны (b — d, b, b + d), где
{\displaystyle b=2(m^{2}+3n^{2})/g},
{\displaystyle d=(m^{2}-3n^{2})/g},
и где g является наибольшим общим делителем чисел {\displaystyle m^{2}-3n^{2},} {\displaystyle 2mn} и {\displaystyle m^{2}+3n^{2}.}

### Героновы треугольники с одним углом вдвое большим другого
Все героновы треугольники с B=2A генерируются  либо формулами
{\displaystyle a={\tfrac {k^{2}(s^{2}+r^{2})^{2}}{4}}},
{\displaystyle b={\tfrac {k^{2}(s^{4}-r^{4})}{2}}},
{\displaystyle c={\tfrac {k^{2}(3s^{4}-10s^{2}r^{2}+3r^{4})}{4}}},
Площадь{\displaystyle ={\tfrac {k^{2}csr(s^{2}-r^{2})}{2}}},
с целыми k, s, r, такими, что s2 > 3r2, либо формулами
{\displaystyle a={\tfrac {q^{2}(u^{2}+v^{2})^{2}}{4}}},
{\displaystyle b=q^{2}uv(u^{2}+v^{2})},
{\displaystyle c={\tfrac {q^{2}(14u^{2}v^{2}-u^{4}-v^{4})}{4}}},
Площадь{\displaystyle ={\tfrac {q^{2}cuv(v^{2}-u^{2})}{2}}},
с целыми q, u, v, такими, что v > u и v2 < (7+4√3)u2.
Никакой геронов треугольник с B = 2A не является равнобедренным или прямоугольным.

### Равнобедренные героновы треугольники
Все равнобедренные героновы треугольники получается умножением на рациональное число сторон
{\displaystyle a=2(u^{2}-v^{2})},
{\displaystyle b=u^{2}+v^{2}},
{\displaystyle c=u^{2}+v^{2}},
для взаимно простых целых u и v с u>v.

### Героновы треугольники как грани тетраэдра
Существуют тетраэдры, имеющие целочисленный объём и героновы треугольники в качестве граней. В качестве примера — тетраэдр с ребром 896, противоположным ребром 990, а оставшиеся четыре ребра по 1073. Две грани этого тетраэдра имеют площадь 436800, две другие — 471240, а объём равен 124185600.

### Свойства треугольников Герона
- Периметр геронова треугольника всегда является чётным числом[16]. Таким образом, геронов треугольник имеет нечётное число сторон чётной длины[17] и любой примитивный геронов треугольник имеет в точности одну чётную сторону.
- Полупериметр s геронова треугольника со сторонами a, b и c не может быть простым числом. Это видно из того, что s(s-a)(s-b)(s-c) должен быть полным квадратом и в случае простоты s один из множителей должен делиться на s, но это невозможно, поскольку все стороны меньше s.
- Площадь геронова треугольника всегда делится на 6[16].
- Все высоты геронова треугольника являются рациональными числами[2]. Это легко видеть из формулы площади треугольника. Поскольку геронов треугольник имеет целочисленные стороны и площадь, удвоенная площадь, делённая на основание, даст рациональное число. Некоторые героновы треугольники имеют три высоты, не являющиеся целыми числами, например, остроугольный треугольник (15, 34, 35) с площадью 252 и тупоугольный (5, 29, 30) с площадью 72. Любой геронов треугольник с одной или больше нецелочисленной высотой можно преобразовать в подобный геронов треугольник, умножив все стороны на наименьшее общее кратное знаменателей высот.
- Героновы треугольники, не имеющие целочисленной высоты (неразложимые и не пифагоровы), имеют стороны, делящиеся на простые вида 4k+1[18]. Однако разложимые героновы треугольники должны иметь две стороны, являющиеся гипотенузами пифагоровых треугольников. Отсюда — все героновы треугольники, не являющиеся пифагоровыми, имеют по меньшей мере две стороны, делящиеся на простые вида 4k+1. Наконец, все героновы треугольники имеют по меньшей мере одну сторону, делящуюся на простое число вида 4k+1.
- Все отрезки перпендикуляров от середин сторон[англ.] до другой стороны геронова треугольника являются рациональными числами — для любого треугольника они задаются формулами {\displaystyle p_{a}={\tfrac {2aT}{a^{2}+b^{2}-c^{2}}},} {\displaystyle p_{b}={\tfrac {2bT}{a^{2}+b^{2}-c^{2}}},} и {\displaystyle p_{c}={\tfrac {2cT}{a^{2}-b^{2}+c^{2}}}}, где стороны a ≥ b ≥ c и площадь равна T[19], а в героновом треугольнике величины a, b, c и T являются целыми числами.
- Не существует равносторонних героновых треугольников[2].
- Не существует героновых треугольников со сторонами 1 или 2[20].
- Существует бесконечно много примитивных героновых треугольников со сторонами a при условии a > 2[20].
- Не существует героновых треугольников со сторонами, образующими геометрическую прогрессию[12].
- Если две стороны геронова треугольника имеют общий делитель, этот делитель должен быть суммой двух квадратов[21].
- Любой угол геронова треугольника имеет рациональный синус. Это следует из формулы площади треугольника Площадь = (1/2)ab sin C, в которой площадь и стороны a и b являются целыми (и то же самое для других сторон).
- Не существует героновых треугольников, у которых внутренние углы образуют арифметическую прогрессию. Это следует из того, что в случае арифметической прогрессии углов один угол должен равняться 60°, а синус этого угла не рационален[6].
- Любой квадрат, вписанный в геронов треугольник, имеет рациональные стороны — для любого треугольника вписанный квадрат на стороне длины a имеет стороны {\displaystyle {\tfrac {2Ta}{a^{2}+2T}}}, где T — площадь треугольника[22]. В героновом треугольнике и T, и a являются целыми числами.
- Любой геронов треугольник имеет рациональный радиус вписанной окружности — для любого треугольника этот радиус равен отношению площади к половине периметра, и обе эти величины в героновом треугольнике рациональны.
- Любой геронов треугольник имеет рациональный радиус описанной окружности — в общем случае радиус равен одной четвёртой произведения сторон, делённой на площадь. В героновом треугольнике стороны и площадь являются целыми числами.

## Целочисленные треугольники на двумерной решётке
Двумерная решётка — это правильный массив изолированных точек, в которой при выборе одной точки в качестве начала координат (0, 0) все остальные точки будут иметь вид (x, y), где x и y пробегают по всем положительным и отрицательным целым числам. Треугольник на решётке — это любой треугольник, вершины которого являются точками решётки. По формуле Пика треугольник на решётке имеет рациональную площадь, которая либо является целым числом, либо имеет в знаменателе 2. Если треугольник на решётке имеет целые стороны, то он является героновым треугольником .
Более того, было показано, что все героновы треугольники можно нарисовать на решётке . Следовательно, можно утверждать, что целочисленный треугольник является героновым тогда и только тогда, когда его можно нарисовать на решётке.

## Целочисленные треугольники со специфичными свойствами углов

### Целочисленные треугольники с рациональной биссектрисой
Семейство треугольников с целочисленными сторонами {\displaystyle a,b,c} и рациональной биссектрисой {\displaystyle d} угла A задаётся уравнениями
{\displaystyle a=2(k^{2}-m^{2})},
{\displaystyle b=(k-m)^{2}},
{\displaystyle c=(k+m)^{2}},
{\displaystyle d={\tfrac {2km(k^{2}-m^{2})}{k^{2}+m^{2}}}},
с целыми {\displaystyle k>m>0}.
Разносторонний целочисленный треугольник наименьшего периметра с одной целой биссектрисой имеет стороны {\displaystyle a=6}, {\displaystyle b=7}, {\displaystyle c=8} и биссектрису  угла {\displaystyle B}, величина которой {\displaystyle d_{B}=6}.
Разносторонний целочисленный треугольник наименьшего периметра с двумя целыми биссектрисами имеет стороны {\displaystyle a=112}, {\displaystyle b=196}, {\displaystyle c=231} и биссектрисы  {\displaystyle d_{B}=132},  {\displaystyle d_{C}=98}.
Разносторонний целочисленный треугольник наименьшего периметра с тремя целыми биссектрисами имеет стороны {\displaystyle a=3111108}, {\displaystyle b=3367000}, {\displaystyle c=3892252} и биссектрисы  {\displaystyle d_{A}=3270800}, {\displaystyle d_{B}=3051279}, {\displaystyle d_{C}=2587200}. В последнем случае целочисленность трех биссектрис влечет за собой и целое значение площади треугольника ({\displaystyle S=5028048305280}).

### Целочисленные треугольники с целымиn-делителями всех углов
Существуют треугольники, в которых три стороны и все три биссектрисы являются целыми числами .
Существуют треугольники, в которых три стороны и две трисектрисы каждого угла являются целыми числами.
Однако для n>3 не существует треугольников с целочисленными сторонами, в котором (n-1) n-сектрис каждого угла являются целыми числами.

### Целочисленные треугольники с одним углом, имеющим рациональный косинус
Некоторые целочисленные треугольники с углом в вершине A, имеющим рациональный косинус h/k (h<0 или >0; k>0), задаются формулами
{\displaystyle a=p^{2}-2pqh+q^{2}k^{2}},
{\displaystyle b=p^{2}-q^{2}k^{2}},
{\displaystyle c=2qk(p-qh)},
где p и q являются взаимно простыми положительными целыми числами, для которых p>qk.

#### Целочисленные треугольники с углом 60° (углы в арифметической прогрессии)
У всех целочисленных треугольников с углом 60° углы образуют арифметическую прогрессию. Все такие треугольники подобны треугольникам
{\displaystyle a=4mn},
{\displaystyle b=3m^{2}+n^{2}},
{\displaystyle c=2mn+|3m^{2}-n^{2}|},
со взаимно простыми целыми m, n и 1 ≤ n ≤ m или 3m ≤ n. Все примитивные решения можно получить, разделив a, b и c на наибольший общий делитель.
Целочисленные треугольники с углом 60° можно получить по формулам 
{\displaystyle a=m^{2}-mn+n^{2}},
{\displaystyle b=2mn-n^{2}},
{\displaystyle c=m^{2}-n^{2}},
со взаимно простыми целыми m, n и с 0 < n < m (угол 60° противоположен стороне длиной a). Все примитивные решения можно получить, разделив a, b и c на наибольший общий делитель (например, равносторонние треугольники можно получить при m = 2 и n = 1, но это даёт a = b = c = 3, а это не примитивное решение). См. также (Burn 2003),(Read 2006).
Тройка Эйзенштейна — это набор целых чисел, которые являются сторонами треугольника, и один из углов этого треугольника равен 60 градусам.

#### Целочисленные треугольники с одним углом 120°
Целочисленные треугольники с углом 120° можно получить с помощью формул 
{\displaystyle a=m^{2}+mn+n^{2}},
{\displaystyle b=2mn+n^{2}},
{\displaystyle c=m^{2}-n^{2}}
со взаимно простыми целыми m, n и 0 < n < m (угол 120° противоположен стороне длиной a). Все примитивные решения можно получить, разделив a, b и c на наибольший общий делитель (например, при m = 4 и n = 1 получаем a = 21, b = 9 и c = 15, и это решение не примитивно, но из него можно получить примитивное решение a = 7, b = 3 и c = 5, разделив на 3. Но это же решение можно получить, приняв m = 2 и n = 1). См. также (Burn 2003),(Read 2006).

### Целочисленные треугольники с одним углом, равным другому углу с любым рациональным коэффициентом
Для положительных взаимно простых целых h и k треугольник со сторонами, заданными формулами ниже, имеет углы {\displaystyle h\alpha }, {\displaystyle k\alpha } и {\displaystyle \pi -(h+k)\alpha }, а потому углы находятся в отношении h : k, при этом стороны треугольника являются целыми числами:
{\displaystyle a=q^{h+k-1}{\frac {\sin h\alpha }{\sin \alpha }}=q^{k}\cdot \sum _{0\leq i\leq {\frac {h-1}{2}}}(-1)^{i}{\binom {h}{2i+1}}p^{h-2i-1}(q^{2}-p^{2})^{i},}
{\displaystyle b=q^{h+k-1}{\frac {\sin k\alpha }{\sin \alpha }}=q^{h}\cdot \sum _{0\leq i\leq {\frac {k-1}{2}}}(-1)^{i}{\binom {k}{2i+1}}p^{k-2i-1}(q^{2}-p^{2})^{i},}
{\displaystyle c=q^{h+k-1}{\frac {\sin(h+k)\alpha }{\sin \alpha }}=\sum _{0\leq i\leq {\frac {h+k-1}{2}}}(-1)^{i}{\binom {h+k}{2i+1}}p^{h+k-2i-1}(q^{2}-p^{2})^{i},}
где {\displaystyle \alpha =\cos ^{-1}{\frac {p}{q}}} и p, q являются взаимно простыми числами, для которых {\displaystyle \cos {\frac {\pi }{h+k}}<{\frac {p}{q}}<1}.

#### Целочисленные треугольники с одним углом, вдвое большим другого
Для угла A, противоположного стороне {\displaystyle a}, и угла B, противоположного стороне {\displaystyle b}, некоторые треугольники с B=2A задаются формулами 
{\displaystyle a=n^{2}},
{\displaystyle b=mn},
{\displaystyle c=m^{2}-n^{2}}
с целыми m, n, такими, что 0 < n < m < 2n.
Заметим, что для всех треугольников с B = 2A (с целочисленными сторонами или нет) выполняется {\displaystyle a(a+c)=b^{2}}.

#### Целочисленные треугольники с одним углом, равным 3/2 другого
Класс эквивалентности подобных треугольников с {\displaystyle \ B={\tfrac {3}{2}}A} задаётся формулами 
{\displaystyle a=mn^{3}},
{\displaystyle b=n^{2}(m^{2}-n^{2})},
{\displaystyle c=(m^{2}-n^{2})^{2}-m^{2}n^{2}}
с целыми {\displaystyle \ m,n}, такими, что {\displaystyle \ 0<\varphi n<m<2n}, где {\displaystyle \ \varphi } является золотым сечением {\displaystyle \varphi ={\frac {1+{\sqrt {5}}}{2}}\approx 1.61803}.
Заметим, что для всех треугольников с {\displaystyle \ B={\tfrac {3}{2}}A} (с целочисленными сторонами или нет) выполняется {\displaystyle \ (b^{2}-a^{2})(b^{2}-a^{2}+bc)=a^{2}c^{2}}.

#### Целочисленные треугольники с одним углом втрое большим другого
Мы можем получить все треугольники, удовлетворяющие соотношению углов B=3A, с помощью формул
{\displaystyle a=n^{3}},
{\displaystyle b=n(m^{2}-n^{2})},
{\displaystyle c=m(m^{2}-2n^{2})},
где {\displaystyle m} и {\displaystyle n} являются целыми числами, для которых {\displaystyle {\sqrt {2}}n<m<2n}.
Заметим, что для всех треугольников с B = 3A (с целочисленными сторонами или нет) выполняется {\displaystyle ac^{2}=(b-a)^{2}(b+a)}.

## Целочисленные треугольники с целым отношением радиусов описанной и вписанной окружностей
Условие для целочисленного треугольника иметь целочисленное отношение N радиуса описанной окружности к радиусу вписанной известно в терминах эллиптических кривых. Наименьший случай, равносторонний треугольник, имеет N=2. Во всех известных случаях N ≡ 2 (mod 8), то есть N-2 делится на 8.

## Некоторые целочисленные треугольники
- Единственный треугольник с последовательными целыми числами в качестве сторон и площади имеет стороны {\displaystyle (3,4,5)} и площадь {\displaystyle 6}.
- Единственный треугольник с последовательными целыми числами в качестве сторон и высоты имеет стороны {\displaystyle (13,14,15)} и высоту 12, опущенную на сторону длиной 14.
- Треугольник {\displaystyle (3,4,5)} и кратные ему являются единственными прямоугольными треугольниками с целочисленными сторонами, у которых стороны образуют арифметическую прогрессию [36].
- Треугольник {\displaystyle (4,5,6)} и кратные ему являются единственными треугольниками с целочисленными сторонами, у которых один угол вдвое больше другого и стороны образуют арифметическую прогрессию [36].
- Треугольник {\displaystyle (3,5,7)} и кратные ему являются единственными треугольниками с целочисленными сторонами, имеющими угол 120°, и стороны образуют арифметическую прогрессию [36].
- Единственный целочисленный треугольник с площадью, равной полупериметру[37] имеет стороны {\displaystyle (3,4,5)}.
- Целочисленные треугольники с площадью, равной периметру, имеют только стороны [37][38] (5, 12, 13), (6,8,10), (6,25,29), (7,15,20) и (9,10,17). Из них только первых два прямоугольные.
- Существуют целочисленные треугольники с тремя рациональными медианами[39]. Самый маленький из них имеет стороны (68, 85, 87). Можно привести ещё (127, 131, 158), (113, 243, 290), (145, 207, 328) и (327, 386, 409).
- Не существует равнобедренных пифагоровых треугольников[40].
- Единственными примитивными пифагоровыми треугольниками, для которых квадрат периметра кратен площади, являются[41]
  - 1) треугольник (3,4,5) с периметром 12, площадью 6 и отношением квадрата периметра к площади 24 — Египетский треугольник
  - 2) треугольник (5,12,13) с периметром 30, площадью 30 и отношением квадрата периметра к площади 30
  - 3) треугольник (9, 40, 41) с периметром 90, площадью 180 и отношением квадрата периметра к площади 45